# 永咸高速公路
永寿－咸阳高速公路，简称：永咸高速，是中国国家高速公路网福银高速公路（G70）在陕西省境内的重要组成路段，起于永寿县陈何家，与陕甘界－永寿高速公路相接，途径永寿、乾县、礼泉、秦都区、渭城区，止于咸阳市周陵以北，与咸阳机场高速公路相接，全长65.435公里，于2005年11月开工，全线采用双向6车道高速公路标准建设，路基宽度29米，设计车速120公里/小时。主要工程有路基土方622万立方米，沥青砼路面1972平方千米，大桥1422米/3座（全幅）、中桥483米/8座、小桥286米/14座，人行天桥41座，涵洞、通道257道，互通立交7处，分离式立交15处，管理、服务设施11处，概算投资约18.46亿元，每公里造价2820万元。